# Хасанский район
Хаса́нский район — административно-территориальная единица (район) в южной части Приморского края России. В рамках организации местного самоуправления ему соответствует Хасанский муниципальный округ (с 2004 до 2022 г. — муниципальный район).
Административный центр — посёлок городского типа Славянка.

## География

### Географическое положение

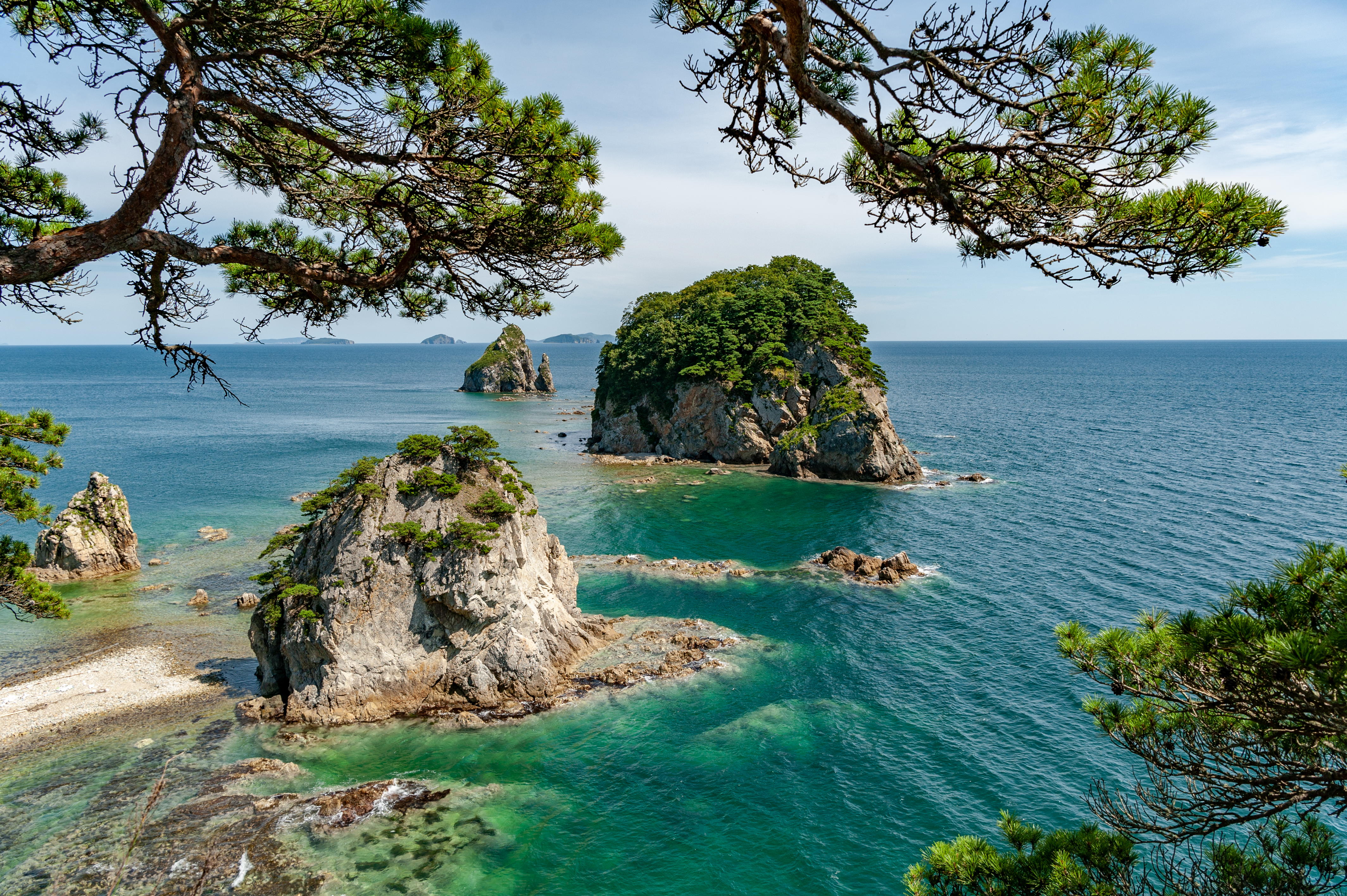
Острова залива Петра Великого

Хасанский район расположен на крайнем юге Приморского края, вытянут с севера на юг неширокой полосой вдоль западного побережья Амурского залива и залива Петра Великого. Граничит на севере и северо-востоке с Надеждинским районом, на небольшом участке на севере проходит граница с Уссурийским городским округом, а на северо-востоке — с полуэксклавом Владивостокского городского округа (село Береговое). На юге и юго-западе по реке Туманная также проходит граница с Корейской Народной Демократической Республикой, на западе по хребту Чёрные горы — с Китайской Народной Республикой. На востоке и юго-востоке район омывается водами Амурского залива и залива Петра Великого.
Общая протяжённость границ Хасанского района составляет примерно 872,7 км, из которых 329,5 км — сухопутная и 543,2 км — водная часть границы, при этом 250,9 км являются государственной границей Российской Федерации.
В состав района входят более 20 островов и островков, расположенных недалеко от побережья, крупнейшие из которых — Большой Пелис, Фуругельма, Стенина, Антипенко и Сибирякова.
Площадь района (включая острова) равняется 4130 км², что составляет 2,54 % от всей территории края. В восточной части бухты Бойсмана вблизи полуострова Клерка находится остров Клерка; южной оконечностью полуострова Клерка является мыс Клерка.

### Рельеф
Поверхность района неоднородна. Вдоль западной границы тянется хребет Чёрные горы, переходящий на севере в гористое Борисовское плато. Высшая точка — гора Высотная, высотой 996 м в истоках реки Нарва. В центральной и восточной частях района преобладает холмистый рельеф, прорезанный многочисленными речными долинами. Юг района равнинного типа. Береговая линия неоднородна: на юге она сильно рассечена многочисленными заливами, бухтами и небольшими лагунами. В центральной и северной частях береговая линия более плавная, с несильно вдающимися в сушу бухтами. Побережье района представляет собой череду многокилометровых галечных и песчаных пляжей, скалистых утёсов и обрывов. Рельеф островов также носит неоднородный характер — это могут быть и отвесные скалы, торчащие из воды, а могут быть и пологие участки суши, плавно поднимающиеся из моря.

### Гидрография
Речная сеть развитая и густая. Наиболее крупные и полноводные реки: Амба, Барабашевка, Нарва, Пойма, Рязановка, Гладкая и пограничная река Туманная. Озёр в районе мало, почти все они сосредоточены в южной части, самыми крупными и наиболее значимыми среди них являются озёра Хасан, Птичье, Лотос, Лебединое, Заречное.

### Природа

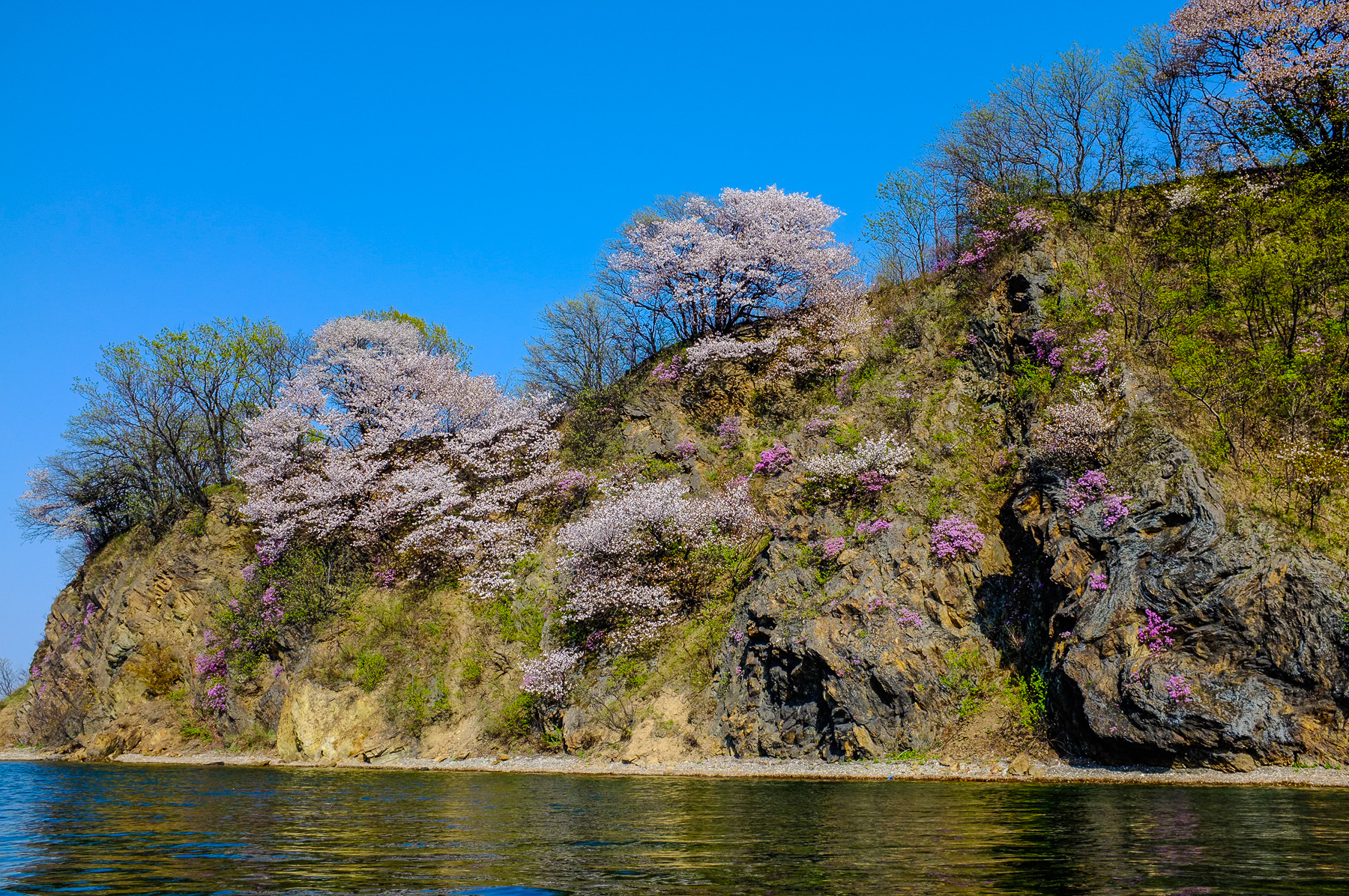
Полуостров Краббе весной

Природа района красива и уникальна. Здесь встречаются южные виды растений с северными, многие из них эндемики и занесены в Красную книгу. Бо́льшую часть района занимают особо охраняемые природные территории: заповедники «Кедровая падь» и Дальневосточный морской (ДВГМЗ), национальный парк «Земля леопарда» и природный парк «Хасанский». Создано несколько памятников природы.
Различные антропогенные факторы, в особенности травяные палы, переходящие в опустошительные природные пожары, стали причиной дигрессивно-демутационных изменений растительного покрова, привели к сокращению площади лесов Хасанского района.
Редкими растительными сообществами считаются: изобилующие реликтовыми видами чернопихтово-широколиственные леса, сосновые леса (сосна густоцветковая), пирогенные редколесья дуба зубчатого на склонах сопок, редколесья ольхи японской на речных и морских террасах, пойменные чозениевые леса, заросли можжевельника даурского, участки лугов, на которых преобладают виды мискантуса, а также скопления лотоса и бразении Шребера, покрывающие водную гладь местных озёр.
На территории России только в Хасанском районе встречаются следующие виды растений: рододендрон Шлиппенбаха, леспедеца кривокистевая, девичий виноград триостренный, пуэрария дольчатая, стрептолирион вьющийся, горянка корейская, ирис Воробьёва, беламканда китайская, хохлатка уссурийская, цойсия японская, болотоцветник корейский и другие. Среди прочих редких видов стоит отметить дейцию гладкую, триллиум Комарова и гастродию высокую.
Хасанский район отличается высоким биоразнообразием. В небольшом заповеднике «Кедровая падь» встречается сразу 5 хорошо различимых видов берёзы: повислая (белая), ребристая (жёлтая), даурская (чёрная), Эрмана (каменная) и Шмидта (железная). В нацпарке «Земля леопарда» на берегу одного единственного лесного ручья найдены участниками ботанической экспедиции все 8 приморских клёнов: ложнозибольдов, мелколистный, зеленокорый, маньчжурский, Гиннала, бородатый, Комарова и жёлтый. Богато представлено в этом районе семейство аралиевые, к которому относятся: калопанакс семилопастный, аралии высокая и континентальная, элеутерококки колючий и сидячецветковый, заманиха высокая и женьшень настоящий. Естественные ареалы двух таксонов сирени — амурской и Вольфа — тоже находятся здесь.

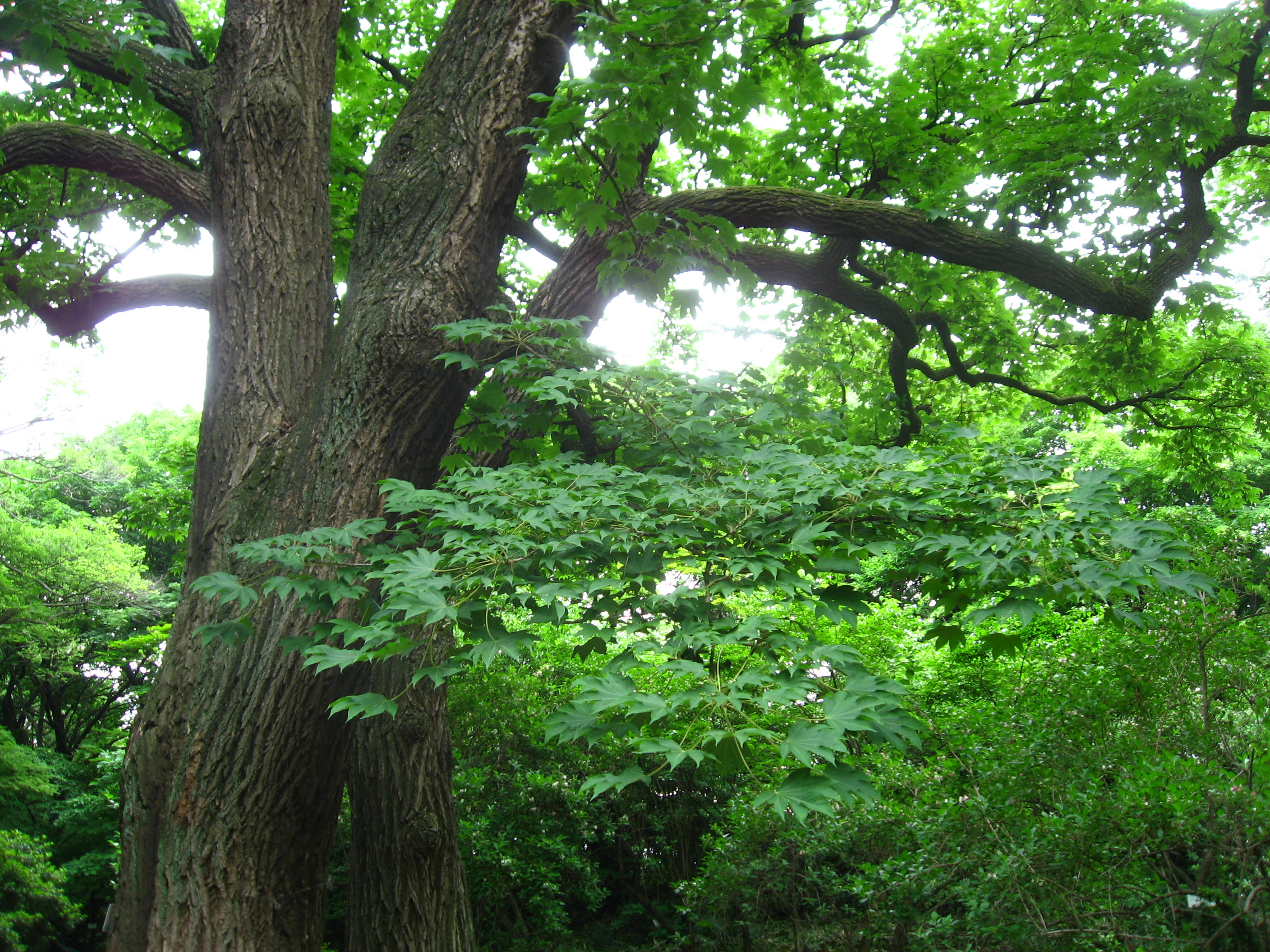
Калопанакс семилопастный
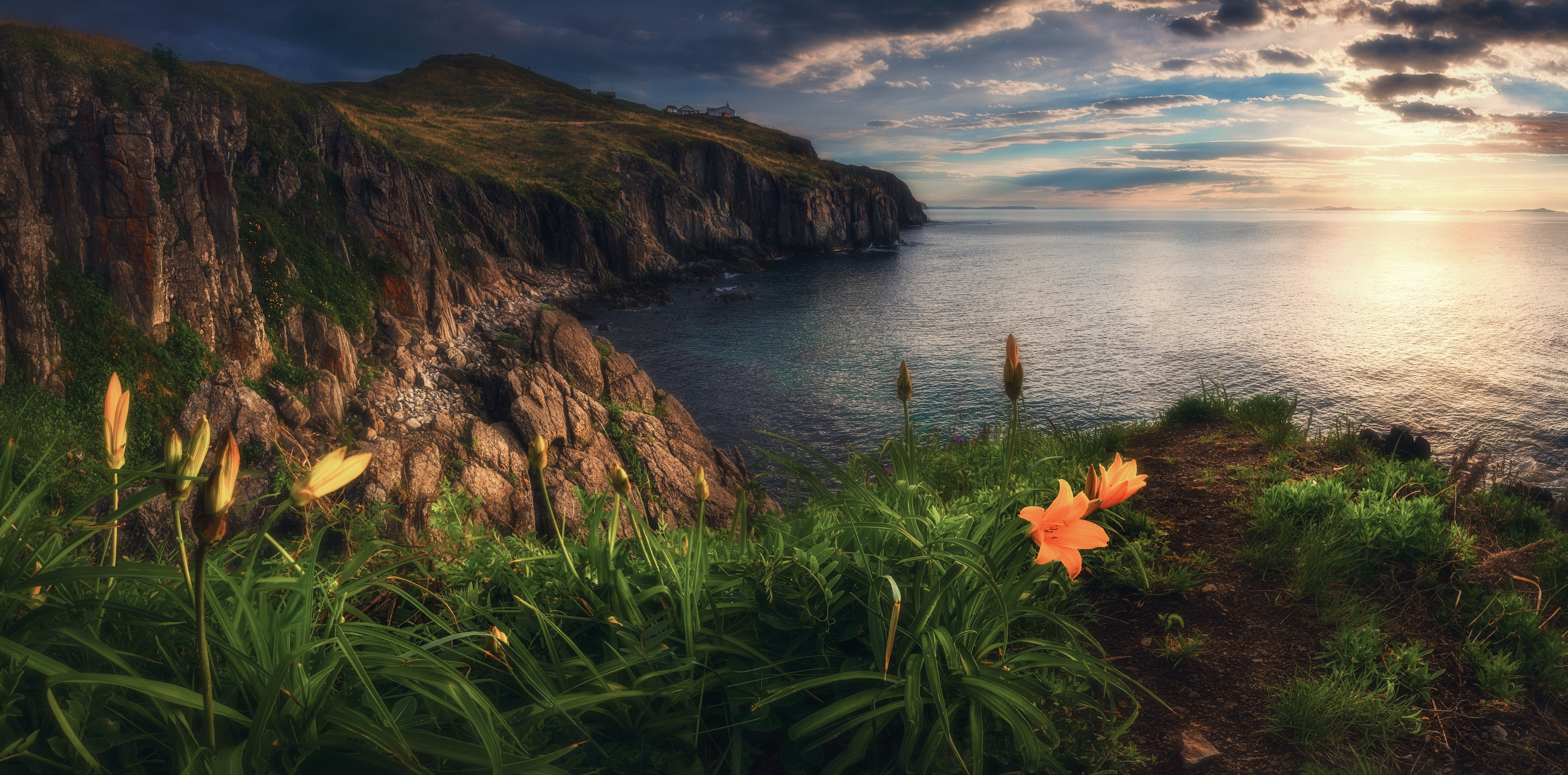
Полуостров Брюса
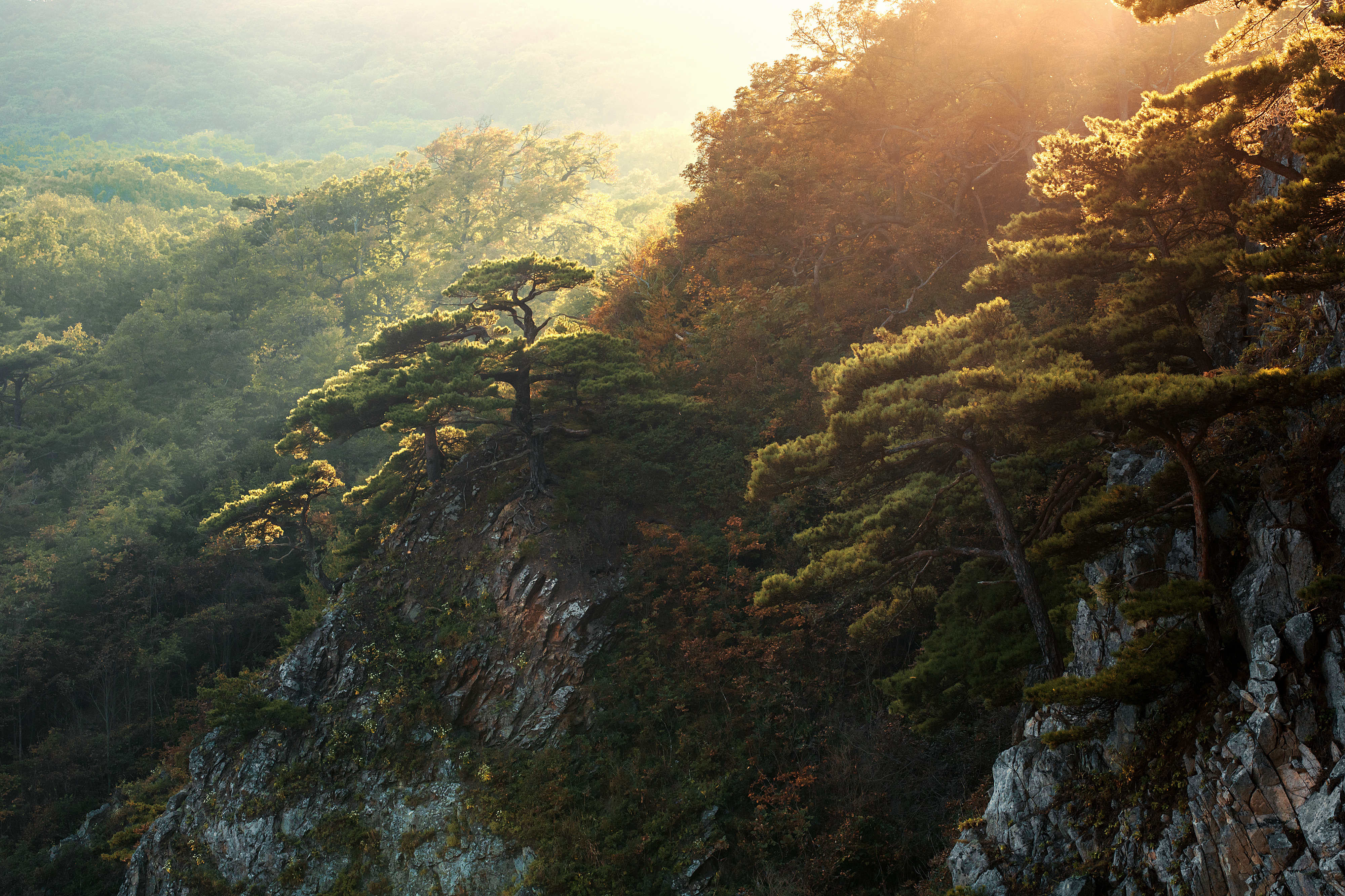
Сосны в заповеднике

## Климат

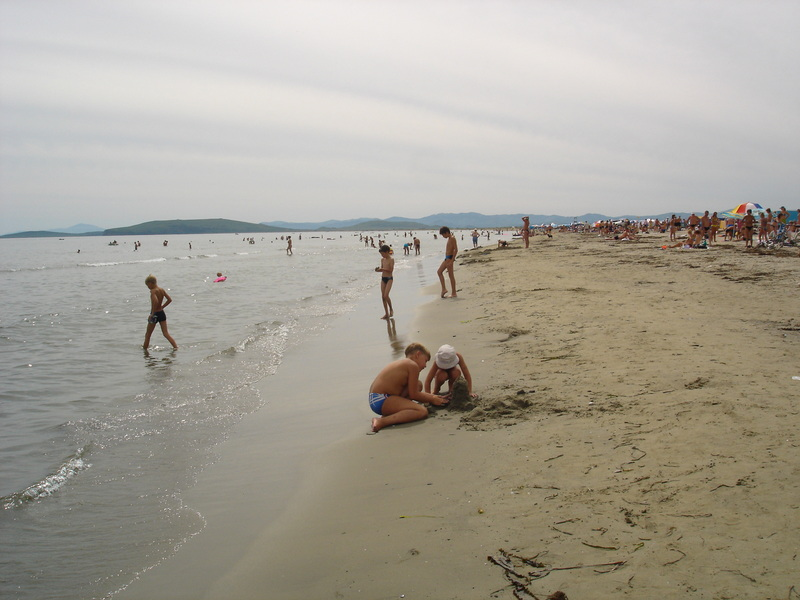
Пляж бухты Баклан возле посёлка Славянка

Территория района расположена в муссонной дальневосточной области умеренного климатического пояса. Ей соответствует умеренный мусонный тип климата. Среднегодовая температура воздуха изменяется от +4 °C на севере до +7 °C на юге района. Зима довольно суровая, холодная и малоснежная. Средняя температура воздуха в январе колеблется от округлённых −9 °C на южном побережье (Посьет, Гамов) до −15 °C в континентальной части, при этом климатические данные по Барабашу давно не обновлялись. Абсолютные минимумы на побережье доходили до −30 °C (−27 °C в январе 1931 года на метеостанции Посьет (41 м над уровнем моря)), а в континентальной части и до −39 °C. Для зимы также характерны частые оттепели, когда дневная температура может повышаться до более +5 °C, а в отдельные годы и до +10 °C (январь 1936 года, метеостанция Посьет). Весна обычно холодная и затяжная, с частыми туманами и пасмурной погодой. Лето тёплое и продолжительное, самые тёплые месяцы — июль и август. Средняя температура воздуха в это время колеблется от +18 °C до +21 °C (+19,6 °C в июле и +21,4 °C в августе в Посьете). На лето приходится около 70 % годового количества осадков. В это время нередки тайфуны и внетропические циклоны. Осень тёплая, с сухой и ясной погодой. Первые заморозки на побережье обычно наступают в конце октября-начале ноября, а устойчивый переход среднесуточной температуры через 0 °C осуществляется в середине-конце ноября.
Средняя температура воды в августе у берегов Посьета составляет 23,6 °C, что на 2 градуса холоднее, чем в Сочи и Дербенте, но на 3—5 градусов выше температуры воды самого тёплого месяца на балтийском побережье России. Средняя температура воды в августе открытой акватории залива Петра Великого снижается примерно до 21 °C. Среднемесячная температура воды в Посьете превышает 18 °C с июля по сентябрь.
Максимальная температура воды, зафиксированная у берегов Хасанского района, равна 30,4 °C. Минимальная температура зимой опускается до отрицательной, что приводит к заковыванию в лёд Амурского залива и появлению припая в мелководных бухтах залива Посьета. Дрейфующие льдины выносит в открытую акваторию залива Петра Великого. Порты, расположенные в посёлках Зарубино и Посьет, не замерзают, обеспечивая круглогодичную навигацию.

## История

Памятник героям боёв у озера Хасан в 1938 году. Посёлок Краскино, Крестовая сопка

### Российский и советский периоды

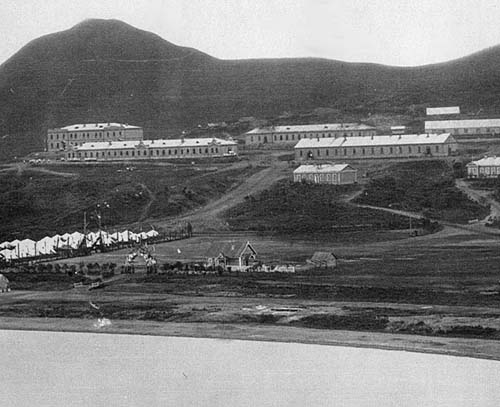
Село Славянка, 1900 год

Полуостров Клерка нанесён на карту и назван так в 1855 году экипажами английских кораблей «Винчестер» и «Барракуда предположительно по фамилии английского мореплавателя Чарльза Клерка, участника трёх плаваний (кругосветного, кругосветного антарктического и в Тихий океан) под командованием Джеймса Кука.
Освоение русскими территории современного района началось весной 1860 года, когда в заливе Посьет был основан Новгородский военный пост (современный посёлок Посьет). Весной 1861 был основан Славянский пост (ныне посёлок Славянка), а к 1869 году на территории современного района насчитывалось уже шесть военных постов и станций. В 1864 году былo образованo первое корейское село в Российской империи — Тизинхе. Гражданское население стало появляться только к 1870-м годам, первыми переселенцами были старообрядцы, прибывшие из Приамурья. В дальнейшем заселение пошло более быстрыми темпами и уже к началу 1890 года на территории района проживало свыше 15 тысяч человек.
В августе 1927 года президиум ВЦИК своим постановлением предложил Далькрайисполкому предусмотреть выделение корейских национальных административных единиц (сельсоветы, райисполкомы), обеспечив за ними возможность перевода делопроизводства на родной язык.
До депортации корейцев в 1937 г. Посьетский район имел статус национального.

### История административно-территориального деления
В самостоятельную административную единицу территория современного Хасанского района была выделена в 1881 году как Посьетский участок  Южно-Уссурийского округа Уссурийского края Приморской области. В её состав тогда входили три волости: Адиминская, Янчихинская и Раздольнинская.

#### По состоянию на 1910 год
Посьетский участок Южно-Уссурийского округа разделён на два стана: Посьетский стан и Раздольнинский стан.

##### Посьетский стан включал в себя
Янчихинская волость в следующих границах: с юга — от устья реки Тумень-Ула и до русско-китайской границы; с запада — пограничным хребтом до наделов деревни Тизинхе (Адиминской волости); с севера — западная граница дер. Тизинхе, захватывая полуостров Краббе; с востока — Японское море. Сёла: Красное Село (118 дв.), Нагорное (30 дв.), Заречье (80 дв.), Новая Деревня (51 дв.), Фаташи (100 дв.), Нижняя Янчихе (136 дв.), Верхняя Янчихе (87 дв.), Барановка (39 дв.), Краббе (135 дв.), Новокиевское (38 дв.). Всего населения — 2841 м.п. и 2723 ж.п., войск — 6069 обоих полов (об.п.), кит. и кор. — 3600 об.п.
Адиминская волость в границах: с юга — надел дер.Тизинхе и надел села Краббе до берега бухты Св. Троицы и по берегу до мыса Гамова; с востока — Японское море и залив Амурский до устья Мангугая; с севера — река Мангугай по южным границам наделов деревень Богословки, Мангугая, Поповой Горы, Барабаша, Овчинниковой и далее до верховьев р. Мангугая и пограничного хребта; с запада — пограничным хребтом; присоединяя сюда острова Римский — Корсаков, Редклиф, Сибирякова, Антипенко, Рикорда, Рейнеке, Попова. Сёла: Тизинхе (168 дв.), Сухановка (29 дв.), Песчаная, Рязаново (64 дв.), Нижняя Адими (68 дв.), Уймойское (2 дв.), Верхняя Адими (59 дв.), Августовка (5 дв.), Сидеми (153 дв.), Брусье (53 дв.), Кедровая Падь (40 дв.). Всего населения — 1879 м. п. и 1790 ж. п., войск — 300 чел. об. п., кит. и кор. — 3500 об. п.

##### Раздольнинский стан
Раздольнинская волость: с юга — северная граница Адиминской волости, с востока — по берегу залива Амурского до наделов дер. Пеняжиной,по южному берегу Амурского залива, по западному берегу  залива Углового и по железной дороге до станции Надеждинское, далее водоразделом рек, впадающих, с одной стороны, в р. Майхе, а с другой, в р. Суйфун до наделов дер. Городечной. С севера — по северной границе наделов дер. Городечной и Тереховки до наделов д. Яконовки по южной её границе и границе до Киевки, затем водораздельным хребтом между речками, с одной стороны, Кедровки, Сыдагоу, с другой, — р. Уаньгоу и далее до пограничного хребта. С запада — пограничным хребтом от верховьев р. Ушагоу до верховьев р. Мангугая. Сёла: Раздольное (78 дв.), Алексеевка (106 дв.), Городечная (36 дв.), Тереховка (17 дв.), Кипарисово (44 дв.), Таврическое (44 дв.), Пеняжино (35 дв.), Нежино (21 дв.), Занадворовка (22 дв.), Або (19 дв.), Попова Гора (22 дв.), Овчинниково (26 дв.), Мангугай (48 дв.), Богословка (18 дв.), Тимофеевка (76 дв.). Всего населения — 1833 м. п. и 1581 ж. п., войск в волости — 8426 чел. об. п., разночинцев — 3023 чел. об. п.".

#### По состоянию на 1917 год
После Октябрьской революции, территория современного Хасанского района входила в состав Никольск-Уссурийского уезда Приморской области и делилась на волости: Адиминскую и Янчихинскую. С 1920 по 1922 год территория района входила составной частью в Никольск-Уссурийский уезд Приморской области Дальневосточной Республики. 4 января 1926 года Дальневосточная область была Декретом ВЦИК преобразована в Дальневосточный край (ДВК) с включением (образованием) Посьетского района с центром в п. Славянка, — эта дата отмечается как официальный день образования Хасанского района.
В 1928 году центр из Славянки перенесён в село Новокиевское (с 1936 года — село Краскино). В 1930—1932 годы Посьетский район входил в состав Дальневосточного края, с 1932 года — в составе Приморской области Дальневосточного края, с 1938 — в составе Приморской области Приморского края. В 1939 году для увековечения памяти героев Хасана Посьетский район переименован в Хасанский район. Областное правление было упразднено, район стал подчиняться непосредственно краю.
В октябре 1971 года центр района из посёлка Краскино вновь переместился в посёлок Славянка.
В 1990 году СССР и КНДР подписали договор об установлении линии государственной границы по фарватеру реки Туманной, после чего на территории района оказалась спорная территория — бывший остров Ноктундо.
C 2005 до 2022 года в рамках организации местного самоуправления в границах района существовал муниципальный район, который вместе с входившими в его состав двумя сельскими и шестью городскими поселениями был преобразован в муниципальный округ.

## Население
| 1926    | 1929    | 1931    | 1933    | 1939    | 1959    | 1970    | 1979    | 1989    | 1992    |
| ------- | ------- | ------- | ------- | ------- | ------- | ------- | ------- | ------- | ------- |
| 42 482  | ↘40 189 | ↗46 100 | ↘30 700 | ↘15 658 | ↗26 428 | ↗29 376 | ↗35 700 | ↗43 709 | ↗45 400 |
| 2001    | 2002    | 2003    | 2004    | 2005    | 2006    | 2007    | 2008    | 2009    | 2010    |
| ↘41 200 | ↘37 459 | ↗37 600 | ↘36 910 | ↘36 800 | ↘36 481 | ↘36 170 | ↘35 890 | ↘35 769 | ↘35 610 |
| 2011    | 2012    | 2013    | 2014    | 2015    | 2016    | 2017    | 2018    | 2019    | 2020    |
| ↘35 455 | ↘34 728 | ↘34 112 | ↘33 167 | ↘32 541 | ↘32 139 | ↘31 545 | ↘30 990 | ↘30 576 | ↘30 429 |
| 2021    | 2022    | 2023    | 2024    |         |         |         |         |         |         |
| ↘25 392 | ↘25 229 | ↘24 798 | ↘24 400 |         |         |         |         |         |         |

### Урбанизация
Городское население (посёлки городского типа Хасан, Зарубино, Краскино, Посьет, Приморский, Славянка) составляет  75,82 % от всего населения района.
Численность и размещение населения
По данным Всероссийской переписи населения, проведённой по состоянию на 14 октября 2010 года, численность постоянного населения Хасанского муниципального района составила 35541 человек, что составляет 1,8 % населения Приморского края. Численность городских жителей составила 25047 человек, а численность сельских жителей 10494 человека.
По сравнению с переписью населения 2002 г. численность населения уменьшилась на 1918 человек (на 5,1 %). Этому способствовала как естественная убыль, превышение числа умерших над числом родившихся, так и миграционный отток.
В посёлках городского типа проживает 70,5 % населения (в 2002 г. — 73,4 %), остальное население живёт в сельской местности.
В районном центре — пгт Славянка проживает около 40 % всего населения района.
Вместе с тем при переписи в Хасанском районе было зафиксировано 3 сельских населённых пунктов, в которых население фактически не проживало.
Возрастно-половой состав
По данным переписи 2010 года в крае сохранилось характерное для населения всей России значительное превышение численности женщин над численностью мужчин. Но в нашем районе мужчин больше чем женщин почти на 3 тысячи человек (2.4 тысячи в 2002 г.). Переписью учтено 19244 мужчин и 16297 женщин, или 54,1 % и 45,9 % (в 2002 году — 53,2 % и 46,8 %).
На 1000 мужчин в Приморском крае в 2010 году приходилось 1088 женщин, а в Хасанском районе на 1000 мужчин — 847 женщин.
По данным переписи 2010 года в районе преобладание численности женщин над численностью мужчин отмечается только с 48-летнего возраста. В целом по России преобладание численности женщин над численностью мужчин отмечается с 30-летнего возраста
Заметные изменения произошли в возрастном составе населения.
По итогам Всероссийской переписи населения 2010 года средний возраст жителей района составил 35.8 лет (в 2002 г. — 33.8), в том числе у мужчин — 32.7, а у женщин — 39.3 лет.
Один мужчина и две женщины проживают в районе в возрасте 95-99 лет.
Численность населения Хасанского района по основным возрастным группам изменилась следующим образом:
Продолжающийся процесс демографического старения населения привёл к увеличению численности населения старше трудоспособного возраста в районе на 1385 человек (на 29 %).
Численность населения моложе трудоспособного возраста сократилась на 1492 человека (на 20,6 %). В межпереписной период из этой группы вышло многочисленное поколение родившихся в 80-х годах прошлого столетия, а в возраст 8-15 лет вступило малочисленное поколение родившихся в 1990-х годах, когда уровень рождаемости был самым низким за всю послевоенную историю России. Численность населения в трудоспособном возрасте за межпереписной период сократилась на 1796 человек (на 7,1 %).

## Населённые пункты
В Хасанском районе (муниципальном округе) 37 населённых пунктов, в том числе 6 городских населённых пунктов (посёлков городского типа) и 31 сельский населённый пункт (из них 1 посёлок, 21 село, 5 железнодорожных станций, 2 железнодорожных разъезда и 2 маяка).
| №  | Населённый пункт | Тип          | Население | Бывшее муниципальное образование |
| -- | ---------------- | ------------ | --------- | -------------------------------- |
| 1  | Зарубино         | пгт          | ↘2492     | Зарубинское городское поселение  |
| 2  | Краскино         | пгт          | ↘2350     | Краскинское городское поселение  |
| 3  | Посьет           | пгт          | ↘1521     | Посьетское городское поселение   |
| 4  | Приморский       | пгт          | ↘1214     | Приморское городское поселение   |
| 5  | Славянка         | пгт          | ↘10 462   | Славянское городское поселение   |
| 6  | Хасан            | пгт          | ↘461      | Хасанское городское поселение    |
| 7  | Андреевка        | село         | ↘530      | Зарубинское городское поселение  |
| 8  | База Круглая     | посёлок      | ↗16       | Славянское городское поселение   |
| 9  | Бамбурово        | ж.д. станция | ↗53       | Славянское городское поселение   |
| 10 | Барабаш          | село         | ↘2269     | Барабашское сельское поселение   |
| 11 | Барсовый         | ж.д. рзд     | ↘0        | Барабашское сельское поселение   |
| 12 | Безверхово       | село         | ↘889      | Безверховское сельское поселение |
| 13 | Витязь           | село         | ↘158      | Зарубинское городское поселение  |
| 14 | Гвоздево         | село         | ↘437      | Посьетское городское поселение   |
| 15 | Зайсановка       | село         | ↘0        | Краскинское городское поселение  |
| 16 | Занадворовка     | село         | ↘789      | Барабашское сельское поселение   |
| 17 | Камышовый        | село         | ↘124      | Краскинское городское поселение  |
| 18 | Кедровый         | ж.д. станция | ↗33       | Безверховское сельское поселение |
| 19 | Кравцовка        | село         | ↗46       | Барабашское сельское поселение   |
| 20 | Лебединое        | село         | ↘0        | Хасанское городское поселение    |
| 21 | Маяк Бюссе       | маяк         | ↘5        | Славянское городское поселение   |
| 22 | Маяк Гамов       | маяк         | ↘5        | Зарубинское городское поселение  |
| 23 | Маячное          | село         | ↘0        | Краскинское городское поселение  |
| 24 | Нарва            | село         | →2        | Безверховское сельское поселение |
| 25 | Овчинниково      | село         | ↘71       | Барабашское сельское поселение   |
| 26 | Перевозная       | село         | ↘284      | Безверховское сельское поселение |
| 27 | Пожарский        | ж.д. рзд     | ↘12       | Безверховское сельское поселение |
| 28 | Пойма            | село         | ↘6        | Славянское городское поселение   |
| 29 | Провалово        | ж.д. станция | ↘27       | Барабашское сельское поселение   |
| 30 | Рисовая Падь     | село         | →34       | Зарубинское городское поселение  |
| 31 | Ромашка          | село         | ↗18       | Славянское городское поселение   |
| 32 | Рязановка        | ж.д. станция | ↘47       | Славянское городское поселение   |
| 33 | Сухановка        | ж.д. станция | ↘76       | Зарубинское городское поселение  |
| 34 | Сухая Речка      | село         | ↘15       | Безверховское сельское поселение |
| 35 | Филипповка       | село         | ↗450      | Барабашское сельское поселение   |
| 36 | Цуканово         | село         | ↘520      | Краскинское городское поселение  |
| 37 | Шахтёрский       | село         | ↘17       | Краскинское городское поселение  |

## Муниципальное устройство
В рамках организации местного самоуправления в границах района функционирует Хасанский муниципальный округ (с 2004 до 2022 г. — Хасанский муниципальный район).
С 2004 до 2022 г. в существовавший в этот период Хасанский  муниципальный район входили 8 муниципальных образований, в том числе 6 городских поселений и 2 сельских поселения:
| № | Муниципальное образование        | Административный центр | Количество населённых пунктов | Население (чел.) | Площадь (км²) |
| - | -------------------------------- | ---------------------- | ----------------------------- | ---------------- | ------------- |
| 1 | Зарубинское городское поселение  | пгт Зарубино           | 6                             | 3430             | 244,00        |
| 2 | Краскинское городское поселение  | пгт Краскино           | 6                             | 2887             | 848,05        |
| 3 | Посьетское городское поселение   | пгт Посьет             | 2                             | 2083             | 119,70        |
| 4 | Приморское городское поселение   | пгт Приморский         | 1                             | 1412             | 2,97          |
| 5 | Славянское городское поселение   | пгт Славянка           | 7                             | 10 940           | 466,90        |
| 6 | Хасанское городское поселение    | пгт Хасан              | 2                             | 492              | 46,00         |
| 7 | Барабашское сельское поселение   | село Барабаш           | 7                             | 3295             | 488,00        |
| 8 | Безверховское сельское поселение | село Безверхово        | 6                             | 853              | 66,00         |

В 2022 году все городские и сельские поселения со всем муниципальным районом были упразднены и преобразованы путём их объединения в Хасанский муниципальный округ.

## Экономика
В экономике района доминируют рыболовство, выращивание марикультуры, судоремонт и туристический бизнес. Морские порты — Славянка, Посьет и Зарубино. Имеются транспортные переходы с Китаем и Северной Кореей. Сельское хозяйство малоразвито и специализируется в основном на  оленеводстве.
В реестр социально значимых предприятий Приморского края за 2015 год, составленный администрацией Приморского края, от Хасанского района вошли 6 организаций: ЗАО «Востокбункер», КГБУЗ «Хасанская центральная районная больница», ОАО «Славянский судоремонтный завод», ОАО «Торговый порт Посьет», ОАО «Хасанкоммунэнерго», ООО «Морской порт бухты Троицы».
В 2015 году Концепцией развития приграничных территорий субъектов Российской Федерации, входящих в состав Дальневосточного федерального округа определён особый статус территорий приграничных муниципальных образований, в том числе Хасанского района. Для активизации международной торговли планируется строительство многостороннего автомобильного пункта пропуска Краскино — Хуньчунь и трансграничной автотрассы порт Зарубино — Хуньчунь с выходом на скоростную автотрассу Хуньчунь — Тумэн, а также возобновление железнодорожного сообщения по маршруту Хуньчунь — Махалино — Зарубино.

## СМИ
- Газета «Хасанские вести»
- ТВ Славянки

## Археология и палеогенетика
На берегу бухты Бойсмана находятся два неолитических памятника бойсманской культуры: поселение Бойсмана-1 и поселение с могильником Бойсмана-2 возрастом 5,5—6 тысяч лет. Посьетский грот на юго-западном берегу мыса Тироль в бухте Экспедиция относится к янковской археологической культуре. Люди из неолитической культуры Бойсмана (~5000 лет до н. э.) и из пещеры Чёртовы Ворота (~6000 лет до н. э.) генетически очень похожи на людей янковской культуры железного века (~1000 лет до н. э.), документируя непрерывное присутствие этого профиля предков в бассейне реки Амур, простирающегося по меньшей мере до восьми тысяч лет назад. Преобладающая у людей культуры Бойсмана Y-хромосомная гаплогруппа C2b-F1396 и митохондриальные гаплогруппы D4 и C5 являются преобладающими и у современных тунгусов, монголов и некоторых тюркоязычных народов.
К позднему неолиту относится зайсановская культура (Зайсановка, Мустанг, Олений-1,2,3, Рудная Пристань (средний слой), Синий Гай-1, Гладкая-1). Происхождение зайсановской культуры связано с более западными культурами неолита, где широко представлены орнаментальные традиции. Для зайсановцев характерна лепная керамика баночной формы с валиком под венчиком, с прочерченным орнаментом (вертикальные зигзаги, дуги и спирали, вписанные друг в друга, заштрихованные треугольники) и из оттисков гребенчатого штампа. В зайсановском инвентаре отмечена рубящие орудия с симметричным и асимметричным сечением, шлифованные наконечники стрел из сланца, шлифованные односторонне выпуклые тёсла, галечные грузила. Для производства ретушированных орудий использовалось качественное сырьё, в том числе пектусанский обсидиан. Наследие зайсановской культуры прослеживается в ахобинской группе лидовской культуры бронзового века и других.
Северо-западнее озера Хасан в 14 км севернее посёлка Хасан находится памятник археологии — городище Шуйлюфэн периода государства Чосон (1392—1897).